# Samo (Itàlia)
Samo és un comune (municipi) de la Ciutat metropolitana de Reggio de Calàbria, a la regió italiana de Calàbria. A 1 de gener de 2019 la seva població era de 777 habitants.
Samo limita amb els municipis següents: Africo, Cosoleto, San Luca, Sant'Agata del Bianco i Caraffa del Bianco.